# Велика награда Турске 2008.
Велика награда Турске 2008. (званично IV Petrol Ofisi Turkish Grand Prix) трка је формуле 1 одржана 11. маја 2008, на стази Истанбул парк, у Истанбулу, Турска. Седма је трка у оквиру сезоне 2008 и осма трка за Велику награду Турске. Одржана је након Велике награде Шпаније, а прије Велике награде Монака.
На стази укупне дужине 309,720 km, гдје је вожено 58 кругова, побиједио је возач [[Скудерија Ферари|Ферарија, Фелипе Маса, који је стартовао са пол позиције. На другом мјесту завршио је возач Макларен–Мерцедеса – Луис Хамилтон, док је на трећем мјесту завршио Кими Рејкенен из Ферарија.
Маса је стартовао са пол позиције, испред возача Макларена, Ковалајнена и Хамилтона, док је други возач Ферарија – Кими Рејкенен стартовао са четвртог мјеста. У првој кривини, Рејкенен је дотакао Ковалајнена о оштетио му предњу гуму. Возило безбједности је изашло на стазу због инцидента, али се задржало само један круг. Хамилтон је планирао да одради три стајања, једно више од возача Ферарија; био је бржи од Масе због мање количине горива у резервоару и обишао га је у 24 кругу, али се након трећег одласка у бокс вратио на стазу иза Масе, али испред Рејкенена, који је био лидер шампионата. Маса је остварио побједу у сезони, 3.7 секунди испред Хамилтона, док је Рејкенен завршио на трећем мјесту, додатних пола секунде иза. Возачи БМВ Заубера, Роберт Кубица и Ник Хајдфелд завршили су на четвртом и петом мјесту.
Прије трке, тим Супер Агури је иступио из шампионата формуле 1, због финансијских проблема, након чега је остало десет тимова. Пол позиција и побједа Фелипеа Масе биле су треће узастопне на Великој награди Турске, након што је побиједио на трци, стартујући са пол позиције 2006, и 2007. Рубенс Барикело је стартовао своју 257 трку, срушивши претходни рекорд Рикарда Патресеа од 256. Након трке, Рејкенен је задржао вођство са 35 бодова, испред Хамилтона и Масе са по 28. Кубица је пао на 24 мјесто са 24 бода, испред Хајдфелда са 20. У конкуренцији конструктора, Ферари је остао лидер са 63 бода, испред БМВ Заубера са 44 и Макларена са 42. Вилијамс је остао на четвртом мјесту са 13 бодова, док је Ред бул са 10 дошао до петог мјеста.

## Извјештај

### Позадина
На трци је учествовало 10 тимова са по два возача. Тимови (такође познати као конструктори) који су учествовали су: Макларен–Мерцедес, Ферари, Вилијамс, Рено, Хонда, Форс Индија, БМВ Заубер, Тојота, Ред бул и Торо Росо, један мање него на претходној трци у сезони, јер је Супер Агури иступио из шампионата.
Прије трке, Кими Рејкенен је био лидер шампионата са 29 бодова, испред Хамилтона са 20 и Кубице са 19. Маса је био на четвртом мјесту са 18 бодова, испред Хајдфелда са 16. У конкуренцији конструктора, Ферари је био лидер са 47 бодова, испред БМВ Заубера са 35 и Макларена са 34. Вилијамс је био на четвртом мјесту са 12 бодова испред Тојоте са 9 и Ред була са 8. Трка је била 257 за Рубенса Барикела, који је тако срушио претходни рекорд од 256 вожених трка, који је држао Рикардо Патресе. Тачна трка на којој је оборио рекорд је спорна, с обзиром на то да се квалификовао, али због проблема са мјењачем није стартовао Велику награду Шпаније 2002. Барикело и Хонда су одлучили да рекорд прославе у Турској, поводом чега су издали саопштење, у којем наводе: „због недостатка концезуса у погледу тога која је трка Рубенсова 257, Рубенс ће рекордно 257 појављивање на Великим наградама прославити на Великој награди Турске“. Хонда му је за трку спремила посебну кацигу са бројем 257, док је број стављен и на болид. Патресе је изјавио да се осјећа тужно што је његов рекорд срушен, али је додао да су рекорди ту да би се рушили. Барикело и Патресе су се такмичили заједно само једну сезону, 1993, када је Барикело дебитовао у тиму Џордан, док је Патресе возио последњу сезону у тиму Бенетон.
Тим Супер Агури је имао финансијских проблема након што је пропао предложени договор о преузимању тима од стране компаније Дубаи интернашонал Капитал, под „Магма групом“. Почетком недеље пред трку, када је власник тима, Агури Сузуки, објавио колико је стање тешко, ФИА, владајуће тијело формуле 1, блокирала је средства тима. Одлука је донесена након што је извршни директор Хонде, чије моторе користи тим, Ник Фрај, обавијестио ФИУ да Супер Агури неће возити трку у Турској. Сузуки је открио да њихови финансијски проблеми не могу бити ријешени уз помоћ главног спонзора и да нема избора осим да иступи из формуле 1, што је тим званично урадио 6. маја. Супер Агури је дебитовао у формули 1 на Великој награди Бахреина 2006, док је прве бодове освојио на Великој награди Шпаније 2007, након 22 вожене трке; сезону 20017 завршили су на деветом мјесту у шампионату, са четири бода.
План тима Торо Росо да представи на трци нови болид, STR3, одложен је због недостатка резервних дјелова, након удеса који је Себастјен Бурде имао на тренингу пред претходну трку у сезони, када је оштетио шасију. Торо Росо је користио унапријеђену верзију болида из 2007, STR2, за прве четири трке у сезони, али су морали да исти болид користе и у Турској. Други возач тима, Себастијан Фетел изјавио је да је разочаран што нови болид није спреман.
Ферари је одлучио да не користе нови нос за болид, који су користили на претходној трци у сезони, Великој награди Шпаније, због природе стазе у Турској, на којој је слаб аеродинамички притисак. Менаџер тима, Лука Балдисери изјавио је: „возила која користе Кими и Фелипе су у суштини на истим спецификацијама које смо користили у Шпанији, са изузетком тога што на Истанбул парку нећемо користити прорезани нос. То је зато што је ово рјешење много ефикасније на стазама са средњим и великим аеронаутичким притиском, док се у Турској захтијева мањи. Нови нос је радио веома добро, али као што смо рекли када је дебитовао у Барселони, користићемо га једино на стазама гдје ће донијети предност над конвенционалним компонентама“.
Возач Макларена, Хејки Ковалајнен осјећао се добро у данима пред трку. На претходној трци, доживио је озбиљан удес, након којег је имао мању вртоглавицу, али није озбиљније повријеђен. Истакао је да је спреман да вози поново, изјавивши: „дошао сам овдје данас увјерен да ћу проћи тест ФИЕ, јер се осјећам 100% и да се не осјећам 100%, рекао бих тиму и остао бих кући. Моје припреме за викенд протекле су добро, имали смо доста тренинга способности“.

### Тренинг и квалификације
Три тренинг сесије одржане су прије трке у недељу. Двије сесије одржане су у петак, прва од 10:00 до 11:30, друга од 14:00 до 15:30, док је трећа сесија одржана у суботу од 11:00 до 12:00. У првој сесији, неколико великих мокрих дионица на стази, које су узроковане касним чишћењем стазе, а не кишом, одвратио је возаче од изласка на стазу, остављајући фрустриране тимове у пит стопу, чекајући да се стаза осуши, док је ситуацију погоршала ниска температура. Након што су возачи изашли, већина је излетјела са стазе или су се окренули. Рејкенен је одвезао само три круга, након чега је напустио тренинг због проблема са мјењачем, завршивши на последњем мјесту. Фелипе Маса је био најбржи, са временом од 1:27.323, испред Хејкија Ковалајнена и Луиса Хамилтона. Фернандо Алонсо је поставио четврто најбоље вријеме, испред Џенсона Батона и Казукија Накаџиме, док су топ десет комплетирали Ник Хајдфелд, Рубенс Барикело, Нелсон Пике јуниор и Тимо Глок. Након сесије, Физикела је добио казну од три позиције, због изласка из бокса када су и даље била упаљена црвена свијетла.
Друга сесија одржана је по сувом времену, али је стаза и даље била влажна. Након 30 минута, возач Ред була – Марк Вебер ударио је у баријере у кривини 6, приликом чега је озбиљно оштетио болид, али није повријеђен. Није могао да одвезе више ниједан круг и завршио је на 19 мјесту, а сесија је прекинута док су маршали чистили стазу. Рејкенен је био најбржи, са временом од 1:27.543, испред Хамилтона и Масе. Дејвид Култард завршио је четврти, испред Ковалајнена, док је шесто најбоље вријеме остварио Роберт Кубица. Јарно Трули завршио је седми, док су топ десет комплетирали Накаџима, Алонсо и Хајдфелд. Трећа сесија одржана је у суботу ујутру, по углавном сувој стази, док је било неколико влажних секција због кише која је претходно падала. Марк Вебер је био најбржи, са временом од 1:27.030, испред Алонса и Култарда. Розберг је поставио четврто најбоље вријеме, испред Масе и Трулија, док је Хамилтон завршио седми. Топ десет комплетирали су Тимо Глок, Батон и Пике, док су Рејкенен и Ковалајнен завршили на 11 и 12 мјесту.
Квалификације су одржане у суботу послије подне, биле су подијељене у три периода, који су именовани као Q1, Q2 и Q3. Први период трајао је 20 минута и у њему су из даљих квалификација елиминисани возачи који су завршили испод 15 мјеста. Други период трајао је 15 минута и у њему су из даљих квалификација елиминисани возачи који су завршили испод десетог мјеста. Последњи период трајао је 12 минута и у њему је учествовало првих десет возача из другог периода, који су одлучивали о стартним позицијама пред трку. Возачима који се нису квалификовали за последњи период квалификација дозвољено је да допуне гориво пред трку, док возачима који су учествовали у последњем периоду није била дозвољена допуна прије трке, због чега су последњи период квалификација возили са више горива него у прва два периода

„Веома сам срећан због освајања треће узастопне пол позиције на овој стази. Стварно је мотивишуће и било би фантастично урадити исто сјутра на трци“.

Фелипе Маса, након освајања пол позиције.
У првом периоду, Маса је поставио најбоље вријеме, испред Хамилтона. Најбржи од возача који нису прошли даље био је Накаџима, који је завршио на 16 мјесту, десетинку иза Себастијана Фетела. док су у првом периоду елиминисани још Нелсон Пике јуниор, Себастјен Бурде, Ђанкарло Физикела, и Адријан Зутил. Након квалификација, Бурде је истакао да је био заглављен иза оба возача Форс Индије, због чега је остварио слаб резултат, изјавио је: „лош саобраћај, углавном момци из Форс Индије, уништили су ми подне. У првом кругу, задржао ме је Зутил у кривини 3, а у другом кругу био сам иза Физикеле у кривини 8“. Физикела је завршио квалификације на 19 мјесту, али је због казне добијене на првој тренинг сесији, стартовао са последњег, 20 мјеста. Најбржи у другом периоду био је Кими Рејкенен, испред Кубице и Масе. Најбржи од возача који нису прошли у трећи период били су Нико Розберг и Рубенс Барикело, док су у другом периоду елиминисани још Батон, Фетел и Глок. У трећем периоду, за пол позицију борили су се возачи Ферарија и Макларена. Пол позицију освојио је Маса, са временом од 1:27.617, испред Ковалајнена и Хамилтона, који је одлучио да не вози круг на мекшим гумама, јер је осјетио да иду слабије у другом дијелу круга. Последњи круг одвезао је на тврђим гумама и завршио на трећем мјесту. Након квалификација изјавио је да му је избор гума био погрешан, али је промијенио мишљење наредног дана, када је провјерио телеметријске податке. Лидер шампионата, Рејкенен, квалификовао се на четвртом мјесту, испред Кубице и Вебера; Алонсо је завршио на седмом мјесту, док су топ десет комплетирали Трули, Хајдфелд и Култард.

### Трка
На старту, у првој кривини, Хамилтон је обишао Ковалајнена за друго мјесто. Рејкенен је лоше стартовао и притиснут је у првој кривини од стране Ковалајнена. Рејкененово предње крило дотакло је Ковалајненову задњу лијеву гуму, због чега је морао у бокс и пао је на последње, 18 мјесто. Рејкенен је оштетио предње крило, али је могао да настави без промјене, али су га обишли прво Кубица, а затим и Алонсо. Фетел и Зутил су се сударили, због чега су морали у бокс, Фетел због гуме, Зутил на промјену предњег крила. У првој кривини такође су се сударили Физикела и Накаџима, након што је Физикела закочио касно и није могао да избјегне контакт. Физикела је напустио трку одмах, док је Накаџима, који је остао без предњег и задњег крила, успио да оде у бокс, након чега је напустио трку. Због судара, возило безбједности је изашло на стазу.
Возило безбједности је изашло са стазе на крају другог круга и трка је рестартована, са Масом на челу, док је Рејкенен обишао Алонса за четврто мјесто. Између четвртог и седмог круга, Маса и Хамилтон су се смјењивали са најбржим круговима, док је Маса стекао секунду и по предности. Двојица лидера су се удаљили од Кубице, којег је достигао Рејкенен. Ковалајнен је обишао Зутила у 12, а затим и Фетела у 17 кругу за 16 мјесто. Хамилтон је са неколико најбржих кругова заредом смањио заостатак за Масом на 7 десетинки у 15 кругу. Алонсо је први од водећих возача отишао у бокс, у 15 кругу и на стазу се вратио на десетом мјесту; Хамилтон је отишао у бокс круг касније и вратио се на стазу на шесто мјесто, док је Маса у бокс отишао у 18 кругу, кад и Кубица, захваљујући чему је Рејкенен преузео вођство. Рејкенен је поставио најбржи круг трке у 20 кругу, са временом од 1:21.506, а на крају 21 круга, отишао је у бокс, када и Хајдфелд, који је у том тренутку био на другом мјесту Рејкенен се вратио на стазу на трећем мјесту, испред Кубице, док се Хајдфелд вратио испред на петом мјесту, испред Алонса и Вебера. Маса је преузео вођство, док је Хамилтон заостајао 0.8 секунди. Са мање горива у резервоару и са намјером да обави стајање више од возача Ферарија, Хамилтон је достигао и обишао Масу у 24 кругу, у кривини 12. Хамилтон је тако преузео вођство, испред Масе и Рејкенена.
Хамилтон се брзо удаљио од Масе, правећи предност од секунде по кругу. Бурде се окренуо на стази, задња суспензија је престала да ради и морао је да напусти трку. Поредак првих пет остао је исти, Хамилтон је био лидер, слиједили су Маса, Рејкенен, Кубица и Хајдфелд. Хамилтон је направио предност од шест секунди, након чега је отишао у бокс по други пут, у 32 кругу. На стазу се вратио на трећем мјесту, 2.6 секунди иза другопласираног Рејкенена. Ковалајнен је обишао Глока у 34 кругу, али је Глок одмах повратио позицију, а два круга касније обишао је Батона.
Осам кругова након што је Хамилтон био у боксу, Маса је отишао на друго стајање, и Рејкенен је преузео вођство. Маса се на стазу вратио на трећем мјесту, док је Рејкенен отишао у бокс у 43 кругу и Хамилтон је преузео вођство. Рејкенен се вратио на стазу на трећем мјесту, седам секунди иза Масе, који је заостајао 14 секунди иза Хамилтона. У 45 кругу, Хамилтон је отишао трећи пут у бокс; вратио се на стазу на другом мјесту, иза Масе, али испред Рејкенена.
Иза водећег трија били су возачи БМВ Заубера, Кубица и Хајдфелд, а слиједили су Алонсо, Трули, Вебер, Розберг, Култард и Ковалајнен. У 48 кругу, Ковалајнен је обишао Култарда, а круг касније и Розберга, који је одмах у следећој кривини вратио позицију. Ковалајнен је морао у бокс у 50 кругу и на стазу се вратио на 13 мјесту. Маса је сачувао вођство до краја и побиједио 3.7 секунди испред Хамилтона, док је Рејкенен завршио на трећем мјесту, додатних пола секунде иза. Побједа Масе била је његова трећа заредом на Великој награди Турске и друга у сезони. Возачи БМВ Заубера, Кубица и Хајдфелд, завршили су на четвртом и петом мјесту, испред Алонса. Вебер је завршио на седмом мјесту, док су топ десет комплетирали Розберг, Култард и Трули. Батон је завршио на 11 мјесту, испред Ковалајнена, који је успио да се врати након судара на старту и пада на последње мјесто. Глок је завршио на 13 мјесту, након што га је у финишу обишао Ковалајнен. Барикело, Пике, Зутил и Фетел завршили су као последњи класификовани возачи.

### Након трке
„Одушевљен сам резултатом данас, мислим да је ово моја најбоља трка икада. Није око побјеђивања, већ око осјећаја да сте извукли 100% из себе и аутомобила, ја сам то урадио данас. Прије трке, наше предвиђање је било да ћу завршити пети ако све буде добро, тако да је друго мјесто бонус. Нисам био срећан са перформансама јуче и можда да сам успио да узмем пол позицију, могао бих да побиједим. Ипак, знали смо да ћемо користити стратегију од три пит стопа, из опреза јер смо имали неких проблема са гумама“.

Луис Хамилтон, након трке
Три првопласирана возача изашла су на подијум за церемонију и прес конференцију. Маса је остварио трећу побједу заредом у Турској, након чега је истакао да је задовољан и да је био миран знајући да ће Хамилтон три пута у бокс, изјавио је: „била је јако тешка трка, али тим је радио магично, дајући ми сјајан аутомобил. Када ме је Хамилтон достигао са изванредним темпом, одлучио сам да не ризикујем много; тим ме је обавијестио да има мање горива, иако нисмо били сигурни да ће ићи на стратегију од три одласка у пит стоп. Када је то постало јасно, били смо мирнији, знајући да све имамо на свом мјесту, за побједу“. Хамилтон је рекао да је осјетио да је Макларен смањио разлику иза Ферарија и да је веома узбуђен око следеће трке, у Монаку.
Директор Макларена, Рон Денис, истакао је да је задовољан вожњом Хамилтона, изјавивши: „данас смо видјели потпуно феноменалну вожњу од стране Луиса, у којој се прилагодио стратегији три пит стопа, коју смо морали да примијенимо јер смо били забринути због гума“. Рејкенен је након трећег мјеста истакао да је викенд био тежак, изјавивши: „био је тежак викенд, али шест бодова је дефинитивно боље него ништа. На старту, био сам скоро поред Хејкија, али онда је он успорио и морао сам да кочим да бих избјегао велики судар. Додирнули смо се довољно да оштетимо моје предње крило; није то био озбиљан проблем, али дефинитивно није помогао мојој трци“. Додао је да се одлучио да не мијења оштећено предње крило, јер би процес трајао превише дуго.
Физикела се сударио у првом кругу са Накаџимом, због чега су обојица морала да напусте трку. За судар је окривио Бурдеа, изјавивши: „имао сам добар старт, али онда је Бурде кочио и промијенио правац двапут и ја нисам могао да закочим на вријеме и ударио сам у болид Вилијамса“. Накаџима је истакао да не зна шта се десило, изјавивши: „не знам тачно шта се десило, ушао сам у прву кривину пратећи момке напријед. Нисам промијенио линију и одједном сам ударен отпозади“. Бурде је изјавио да је имао проблема са болидом: „нешто се сломило у задњем дијелу аутомобила... Улазећи у кривину 12, закочио сам као и обично и аутомобил је отишао у страну, осјетио сам да је задњи десни ћошак аутомобила отпао и окренуо ме је“.
Након трке, Рејкенен је остао лидер у шампионату са 35 бодова, испред Хамилтона и Масе са по 28. Кубица је пао на четврто мјесто са 24 бода, испред Хајдфелда са 20. У конкуренцији конструктора, Ферари је остао лидер са 63 бода, испред БМВ Заубера са 44 и Макларена са 42. Вилијамс је остао на четвртом мјесту са 13 бодова, док је Ред бул са 10 дошао до петог мјеста, испред Тојоте са 9 бодова.

## Резултати

### Квалификације
| Поз    | БР | Возач              | Тим                | Први дио | Други дио | Трећи дио | Стартна позиција |
| ------ | -- | ------------------ | ------------------ | -------- | --------- | --------- | ---------------- |
| 1      | 2  | Фелипе Маса        | Ферари             | 1:25.994 | 1:26.192  | 1:27.617  | 1                |
| 2      | 23 | Хејки Ковалајнен   | Макларен–Мерцедес  | 1:26.736 | 1:26.290  | 1:27.808  | 2                |
| 3      | 22 | Луис Хамилтон      | Макларен–Мерцедес  | 1:26.192 | 1:26.477  | 1:27.923  | 3                |
| 4      | 1  | Кими Рејкенен      | Ферари             | 1:26.457 | 1:26.050  | 1:27.936  | 4                |
| 5      | 4  | Роберт Кубица      | БМВ Заубер         | 1:26.761 | 1:26.129  | 1:28.390  | 5                |
| 6      | 10 | Марк Вебер         | Ред бул–Рено       | 1:26.773 | 1:26.466  | 1:28.417  | 6                |
| 7      | 5  | Фернандо Алонсо    | Рено               | 1:26.836 | 1:26.522  | 1:28.422  | 7                |
| 8      | 11 | Јарно Трули        | Тојота             | 1:26.695 | 1:26.822  | 1:28.836  | 8                |
| 9      | 3  | Ник Хајдфелд       | БМВ Заубер         | 1:27.107 | 1:26.607  | 1:28.882  | 9                |
| 10     | 9  | Дејвид Култард     | Ред бул–Рено       | 1:26.939 | 1:26.520  | 1:29.959  | 10               |
| 11     | 7  | Нико Розберг       | Вилијамс–Тојота    | 1:27.367 | 1:27.012  |           | 11               |
| 12     | 17 | Рубенс Барикело    | Хонда              | 1:27.355 | 1:27.219  |           | 12               |
| 13     | 16 | Џенсон Батон       | Хонда              | 1:27.428 | 1:27.298  |           | 13               |
| 14     | 15 | Себастијан Фетел   | Торо Росо–Ферари   | 1:27.442 | 1:27.412  |           | 14               |
| 15     | 12 | Тимо Глок          | Тојота             | 1:26.614 | 1:27.806  |           | 15               |
| 16     | 8  | Казуки Накаџима    | Вилијамс–Тојота    | 1:27.547 |           |           | 16               |
| 17     | 6  | Нелсон Пике јуниор | Рено               | 1:27.568 |           |           | 17               |
| 18     | 14 | Себастјен Бурде    | Торо Росо–Ферари   | 1:27.621 |           |           | 18               |
| 19     | 21 | Ђанкарло Физикела  | Форс Индија–Ферари | 1:27.807 |           |           | 20               |
| 20     | 20 | Адријан Зутил      | Форс Индија–Ферари | 1:28.325 |           |           | 19               |
| Извор: |    |                    |                    |          |           |           |                  |

- ^1  Ђанкарло Физикела је добио казну од три позиције, због напуштања пит стопа у тренутку када су била упаљена црвена свијетла, током прве тренинг сесије.[24]

### Трка
| Поз    | Бр | Возач              | Тим                | Кругови | Вријеме/Повукао се | Старт | Бодови |
| ------ | -- | ------------------ | ------------------ | ------- | ------------------ | ----- | ------ |
| 1      | 2  | Фелипе Маса        | Ферари             | 58      | 1:26:49.451        | 1     | 10     |
| 2      | 22 | Луис Хамилтон      | Макларен–Мерцедес  | 58      | +3.779             | 3     | 8      |
| 3      | 1  | Кими Рејкенен      | Ферари             | 58      | +4.271             | 4     | 6      |
| 4      | 4  | Роберт Кубица      | БМВ Заубер         | 58      | +21.945            | 5     | 5      |
| 5      | 3  | Ник Хајдфелд       | БМВ Заубер         | 58      | +38.741            | 9     | 4      |
| 6      | 5  | Фернандо Алонсо    | Рено               | 58      | +53.724            | 7     | 3      |
| 7      | 10 | Марк Вебер         | Ред бул–Рено       | 58      | +1:04.229          | 6     | 2      |
| 8      | 7  | Нико Розберг       | Вилијамс–Тојота    | 58      | +1:11.406          | 11    | 1      |
| 9      | 9  | Дејвид Култард     | Ред бул–Рено       | 58      | +1:15.270          | 10    |        |
| 10     | 11 | Јарно Трули        | Тојота             | 58      | +1:16.344          | 8     |        |
| 11     | 16 | Џенсон Батон       | Хонда              | 57      | +1 круг            | 13    |        |
| 12     | 23 | Хејки Ковалајнен   | Макларен–Мерцедес  | 57      | +1 круг            | 2     |        |
| 13     | 12 | Тимо Глок          | Тојота             | 57      | +1 круг            | 15    |        |
| 14     | 17 | Рубенс Барикело    | Хонда              | 57      | +1 круг            | 12    |        |
| 15     | 6  | Нелсон Пике јуниор | Рено               | 57      | +1 круг            | 17    |        |
| 16     | 20 | Адријан Зутил      | Форс Индија–Ферари | 57      | +1 круг            | 19    |        |
| 17     | 15 | Себастијан Фетел   | Торо Росо–Ферари   | 57      | +1 круг            | 14    |        |
| DNF    | 14 | Себастјен Бурде    | Торо Росо–Ферари   | 24      | Суспензија         | 18    |        |
| DNF    | 8  | Казуки Накаџима    | Вилијамс–Тојота    | 1       | Судар              | 16    |        |
| DNF    | 21 | Ђанкарло Физикела  | Форс Индија–Ферари | 0       | Судар              | 20    |        |
| Извор: |    |                    |                    |         |                    |       |        |

## Стање у шампионату након трке
|   | Поз | Возач         | Бодови |
| - | --- | ------------- | ------ |
|   | 1   | Кими Рејкенен | 35     |
| 2 | 2   | Фелипе Маса   | 28     |
| 1 | 3   | Луис Хамилтон | 28     |
| 1 | 4   | Роберт Кубица | 24     |
|   | 5   | Ник Хајдфелд  | 20     |

|   | Поз | Конструктор       | Бодови |
| - | --- | ----------------- | ------ |
|   | 1   | Ферари            | 63     |
|   | 2   | БМВ Заубер        | 44     |
|   | 3   | Макларен–Мерцедес | 42     |
|   | 4   | Вилијамс–Тојота   | 13     |
| 1 | 5   | Ред бул–Рено      | 10     |

- Напомена: Приказано је само првих пет позиција у обје конкуренције.